# Преступление и наказание (альбом)
«Преступле́ние и наказа́ние» — опера Эдуарда Артемьева (музыка) и Юрия Ряшенцева (стихи), вышедшая двухдисковым альбомом в конце 2007 года.

## История
Работу над партитурой своей оперы под рабочим названием «Раскольников» Эдуард Артемьев вёл с 1977 по 2007 год. Основой послужило либретто, написанное Андреем Кончаловским и Юрием Ряшенцевым при участии Марка Розовского по мотивам романа Достоевского. Создатели решили начать именно с выпуска CD, так как они считают, что альбом послужит неким эталоном для театрального воплощения.
Запись альбома велась в тонстудии «Мосфильма». По времени работа заняла около года. В качестве звукорежиссёра выступил Геннадий Папин. Презентация двухдискового издания прошла в Центральном доме литераторов в ноябре 2007 года. На театральной сцене творение ожило в виде рок-оперы в 2016 году в московском «Театре мюзикла».

## Концепция альбома
Сюжетная линия оперы «Преступление и наказание» основывается на одноимённом романе Фёдора Достоевского.

## Список композиций

### Диск 1 (Акт I)
| Сцена 1: Сенная площадь и её обитатели 1. (1) «Интродукция. Баллада шарманщика» — 2:44 2. (2) «Толпа и очередь к старухе-процентщице» — 3:41 3. (3) «Соня у старухи» — 2:06 4. (4) «Раскольников: „Не все на свете люди — муравьи!“» — 3:25 5. (5) «Комментарий шарманщиков» — 1:14 Сцена 2: Студенческая вечеринка 1. (6) «Игра в жмурки. Встреча Порфирия с Родионом» — 6:30 2. (7) «Каравай, каравай…» — 1:27 Сцена 3: У старухи-процентщицы 1. (8) «Раскольников: „Кольцо, материнский подарок“» — 1:43 2. (9) «Родион закладывает кольцо» — 3:21 Сцена 4: Квартал Красных фонарей 1. (10) «Песенка и танец девиц» — 3:59 2. (11) «Соня, Господин, Раскольников и городовой» — 3:34 3. (12) «Колыбельная матери Родиона» — 2:08 Сцена 5: Сон Раскольникова 1. (13) «Убийство лошади» — 6:14 | Сцена 6: И чего-то в Питере не случается… 1. (14) «Пробуждение Родиона» — 1:28 2. (15) «Романс Господина» — 3:47 3. (16) «Соня и клиенты» — 5:40 4. (17) «В кабаке» — 1:16 5. (18) «Рассказ Мармеладова. Появление его жены» — 5:33 Сцена 7: Сенная — Толпа негодует 1. (19) «Студенты» — 1:27 2. (20) «Развелось, расплодилось ворья…» — 1:44 3. (21) «Соня: Чёрные ночи…» — 3:25 4. (22) «Слыхали?!» — 2:42 5. (23) «Предчувствие» — 3:12 Сцена 8: Исполнение замысла 1. (24) «Родион берёт топор» — 2:40 2. (25) «Слава Раскольникову!» — 3:02 |

### Диск 2 (Акт II)
| Сцена 9: На месте преступления 1. (1) «Монолог Раскольникова» — 4:03 2. (2) «Комментарий шарманщиков» — 1:07 3. (3) «Сыскная метода Порфирия. Признание мужика» — 2:16 4. (4) «Бей его!» — 0:46 5. (5) «Родион: „Что со мной?..“» — 5:12 Сцена 10: У Сони 1. (6) «Притча о Лазаре. Комментарий шарманщиков» — 3:11 2. (7) «Родион: „Не верую…“» — 0:55 3. (8) «Соня: „Кто он мне?“» — 4:16 Сцена 11: В кабинете Порфирия 1. (9) «Механическое пианино» — 2:57 2. (10) «Романс Порфирия. Появление городового» — 2:58 3. (11) «Кошки-мышки» — 1:17 Сцена 12: Снова у Сони 1. (12) «Родион: „Спросить у вас хочу“» — 1:27 2. (13) «Соня: „Бедный ты мой…“» — 0:47 3. (14) «Родион: „Меня сжигает вечный пыл…“» — 3:48 4. (15) «Соня: („…встань на перекрёстке“)» — 1:21 5. (16) «Соня: „Как можно жить с таким грехом?!“» — 1:18 6. (17) «Дуэт» — 6:28 | Сцена 13: Увеселительный сад 1. (18) «Что Вам здесь надо?» — 1:12 2. (19) «Кредо Господина» — 4:57 3. (20) «Самоубийство Господина» — 2:23 4. (21) «Комментарий шарманщиков» — 1:01 Сцена 14: Наводнение 1. (22) «Мать Родиона теряет рассудок» — 1:07 2. (23) «Вода прибывает!» — 1:13 3. (24) «Гибель Мармеладова» — 2:07 4. (25) «Шарманщики. Смерть жены Мармеладова» — 2:41 5. (26) «Наводнение. (Финал)» — 4:37 6. (27) «Эпилог» — 3:18 |

## Участники записи

### Музыка
- Российский государственный симфонический оркестр кинематографии под управлением Сергея Скрипки:
  - Евгений Поздняков — соло-, ритм-, электро- акустическая гитары
  - Евгений Быков — акустическая гитара, 12-струнная гитара
  - Антон Горбунов — бас-гитара
  - Пётр Ившин — ударные
  - Ирина Попова — фортепиано, челеста, электропиано
  - Екатерина Мечетина — фортепиано
  - Эдуард Швыдченко — соло на гитаре
  - Сергей Горбунов — соло на баяне
  - Эдуард Артемьев — синтезаторы, электропиано;
- ансамбль народных инструментов под управлением Дмитрия Калинина;
- ансамбль ударных инструментов под управлением Марка Пекарского.

### Вокал
- Хор Академии хорового искусства под управлением Виктора Попова;
- ансамбль народного пения «Первый цвет»;
- цыганский ансамбль «Розы на снегу»;
- вокальная группа «Акапелла ЭкспреSSS»;
- вокальные партии:
  - Владимир Ябчаник — Родион Романович Раскольников
  - Наталья Сидорцова — Соня Мармеладова
  - Александр Маракулин — Господин (Свидригайлов)
  - Юрий Мазихин — Порфирий Петрович
  - Петр Маркин — Семен Мармеладов
  - Ольга Веселова — Жена Мармеладова
  - Галина Борисова — Алёна Ивановна (старуха-процентщица)
  - Светлана Белоклокова — Пульхерия Раскольникова
  - Николай Парфенюк — Мужик в красной рубахе

## Постановки
В 2014—2016 гг. оперу адаптировали для театральной постановки. По некоторым естественным причинам материал пришлось переработать. Мировая премьера рок-оперы «Преступление и наказание» состоялась 17 марта 2016 года в московском «Театре мюзикла».
1 декабря 2021 года в Санкт-Петербурге на сцене КСК «Тинькофф-Арена» состоялась мировая премьера полной композиторской версии рок-оперы Эдуарда Артемьева «Преступление и Наказание». 6 декабря 2021 года на сцене Санкт-Петербургской академической филармонии им. Д. Д. Шостаковича прозвучали самые эффектные и яркие фрагменты рок-оперы. Оба музыкальных события были приурочены к 200-летию со дня рождения Ф. М. Достоевского.

## Интересные факты
1. В записи звучит голос самого Эдуарда Артемьева, он исполняет роль Городового.
2. По замечанию автора к партитуре оперы данная запись является счастливым случаем зафиксировать и в последующих постановках подобрать по возможности оригинальные или максимально близкие к ним тембры для электронных инструментов, которые в силу своей природы подвержены более быстрой эволюции нежели инструменты акустические. Изначально использованные композитором синтезаторы и программы к ним к моменту сценической постановки морально устарели вышли из употребления.